# Drzewiak jednobarwny
Drzewiak jednobarwny, drzewiak doria (Dendrolagus dorianus) – gatunek ssaka z podrodziny kangurów (Macropodinae) w obrębie rodziny kangurowatych (Macropodidae). 

## Zasięg występowania
Drzewiak jednobarwny występuje w centralnej części gór południowo-wschodniej Papui-Nowej Gwinei.

## Taksonomia
Gatunek po raz pierwszy naukowo opisał w 1883 roku australijski zoolog Edward Pierson Ramsay nadając mu nazwę Dendrolagus dorianus. Miejsce typowe to obszar Astrolabe Range, w pobliżu Port Moresby, Papua-Nowa Guinea. Okazy typowe to seria syntypów z kolekcji Macleay Museum, przy University of Sydney: są to oprawione skóry i czaszki (z pozostałościami czaszek wewnątrz skór) dorosłej samicy (sygnatura MMUS M.376), dorosłego samca (sygnatura MMUS M.377) oraz na wpół dorosłego samca (sygnatura MMUS M.378). Inne potencjalne syntypy to trzy okazy z kolekcji Muzeum Australijskiego: oprawiona skóra bez czaszki osobnika o nieznanej płci (sygnatura AM M.792) zarejestrowany 8 grudnia 1892 roku; skóra i czaszka dorosłego samca (sygnatura AM M.1048) zarejestrowany w marcu 1896 roku; skóra bez głowy i czaszki na wpół dorosłego samca (sygnatura AM M.1049) zarejestrowany w marcu 1896 roku.
Badania oparte na danych genetycznych umieszczają D. dorianus jako gatunek bazalny kladu dorianus obejmującego D. notatus, D. stellarum i D. scottae. Tradycyjnie taksony mayri, notatus i stellarum traktowane są jako podgatunki, ale dane genetyczne i morfologiczne potwierdzają ich odrębność jako gatunki. Gatunek monotypowy.

### Etymologia
- Dendrolagus: gr. δενδρον dendron „drzewo”; λαγως lagōs „zając”[15].
- dorianus: Giacomo Doria (1840–1913), włoski zoolog[16].

## Morfologia
Długość ciała (bez ogona) samic 59,6–77 cm, samców 55–78 cm, długość ogona samic 45–66,2 cm, samców 49,7–60 cm; masa ciała samic 8,2–11,8 kg, samców 9,1–13,4 kg. Sierść ciemnobrązowa i wełnista, częściowo z ciemną pręgą na grzbiecie. Budowa ciała krępa i silna. Ogon stosunkowo krótki i jaśniej ubarwiony. Zwierzęta te mają dużo krótsze tylne kończyny, proste i umięśnione ramiona, pierwszy i drugi palec są przeciwstawne pozostałym. Stopy zaopatrzone są w szerokie modzele zapobiegające ślizganiu się podczas wspinaczki oraz w silne, zagięte pazury. Ogon służy do utrzymywania równowagi podczas skoków wśród gałęzi.

## Środowisko życia
Lasy deszczowe rejonów górzystych na wysokości od 600 do 4000 m n.p.m.

## Tryb życia
Są aktywne o zmierzchu i w nocy. Odżywiają się głównie liśćmi i korą. W przeciwieństwie do innych drzewiaków żyją w grupach społecznych. Grupa taka składa się przeważnie z dominującego samca i kilku samic. Drzewiak ten nie jest najlepszym wspinaczem. Porusza się na czterech kończynach; nie potrafi skakać na dwóch nogach. Jest najsłabiej z wszystkich drzewiaków przystosowany do życia na drzewach. Wszystko wskazuje na to, że gatunek ten wtórnie przystosował się do życia na ziemi.

## Zagrożenie i ochrona
W Czerwonej księdze gatunków zagrożonych Międzynarodowej Unii Ochrony Przyrody i Jej Zasobów został zaliczony do kategorii VU (zagrożony). Głównymi zagrożeniami dla tego gatunku są polowania z psami urządzane przez miejscową ludność oraz utrata siedlisk i degradacja środowiska.